# Rozgrywający (koszykówka)

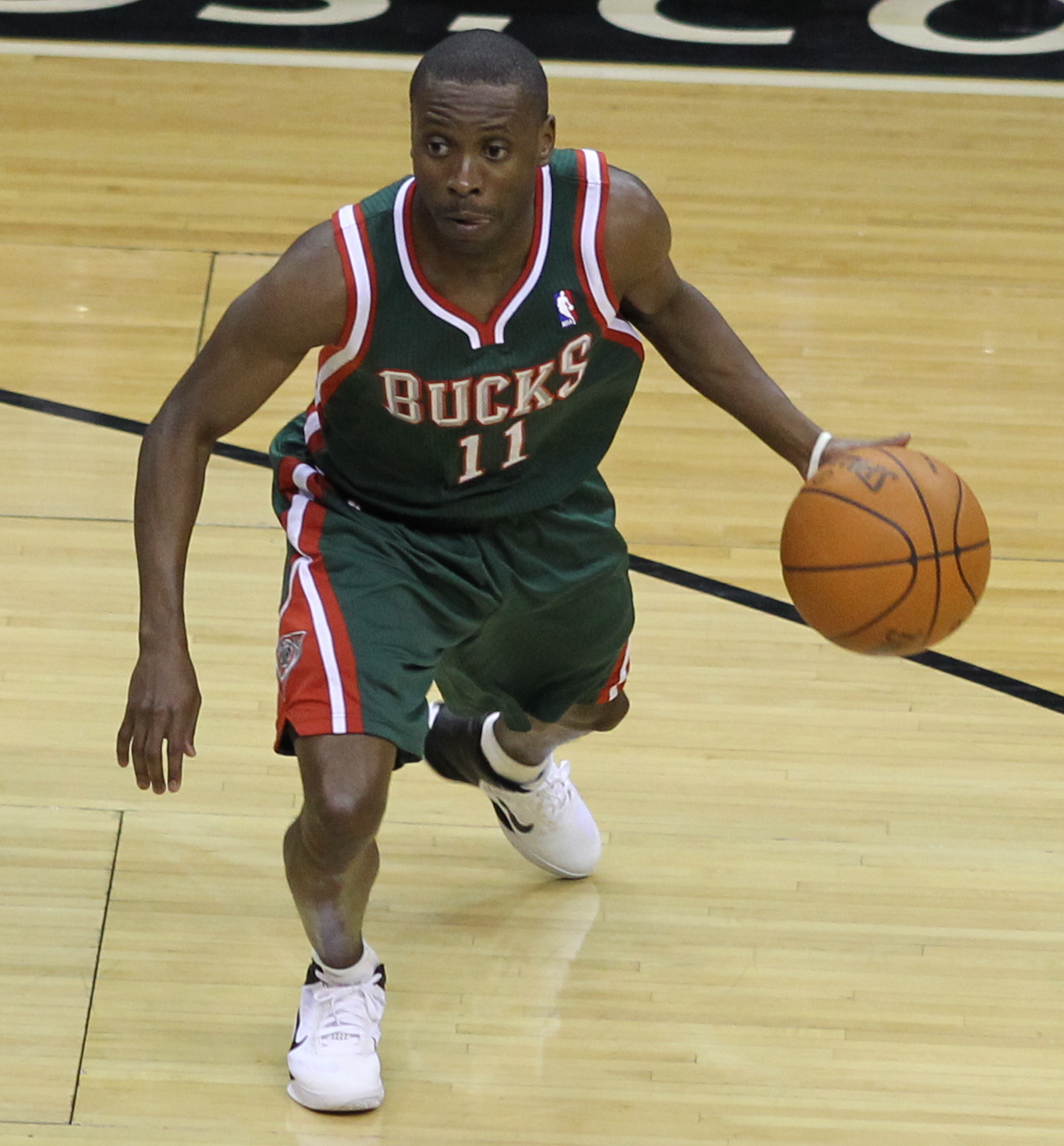
Rozgrywający kontrolujący piłkę

Rozgrywający (point guard, PG, 1) – zawodnik w koszykówce, którego zadaniem jest przemieszczanie piłki w głąb boiska oraz decydowanie, jakie zagrania ma wykonać drużyna. Jest to najczęściej najniższy oraz najszybszy zawodnik w zespole. Powinien mieć najwyższe umiejętności w kozłowaniu, podawaniu oraz trzymaniu piłki. Spośród wszystkich zawodników ma najdłuższy kontakt z piłką podczas meczu. Odpowiada razem z rzucającym obrońcą za przeprowadzenie piłki przez własną połowę boiska oraz zainicjowanie stałego fragmentu gry. Zazwyczaj nie jest tak celny w rzutach, jak rzucający obrońcy. Skupia się bardziej na taktycznym rozplanowaniu gry, kontrolowaniu sytuacji na całym boisku, koordynowaniu ruchów zawodników swojej drużyny, zlecaniu zadań poszczególnym zawodnikom. Musi mieć umiejętność rozpoznawania taktyk obronnych stosowanych przez przeciwnika i sprytnego stosowania odpowiedniej taktyki ataku dopasowanej do danego stylu bronienia. Jego kluczową umiejętnością jest szybkie, sprytne myślenie na boisku.
W obronie jego główną rolą jest rozpraszanie i przeszkadzanie rozgrywającemu z drużyny przeciwnej. Robi to poprzez agresywną i mądrą obronę na całym boisku. Jego mocną stroną w obronie są przechwyty piłki.
Rozgrywający często jest liderem drużyny, prawą ręką trenera.
Znani rozgrywający: Russel Westbrook, Chris Paul, Magic Johnson, Stephen Curry, John Stockton, a w Polsce – Łukasz Koszarek.